# Jalid Bulami
Jalid Bulami (Marruecos, 7 de agosto de 1969) es un atleta marroquí, especializado en la prueba de 5000 m en la que llegó a ser subcampeón mundial en 1995 y 1997.

## Carrera deportiva
En el Mundial de Gotemburgo 1995 ganó la medalla de plata en los 5000 metros, corriéndolos en un tiempo de 13:17.15 segundos, tras el keniano Ismael Kirui y antes que otro keniano Shem Kororia.
Y dos años después, en el Mundial de Atenas 1997 volvió a ganar la plata en la misma prueba, tras el keniano Daniel Komen (oro) y por delante de otro keniano Tom Nyariki (bronce).